# Syllis cirrita
Syllis cirrita är en ringmaskart som beskrevs av Lee och Rho 1994. Syllis cirrita ingår i släktet Syllis och familjen Syllidae. Inga underarter finns listade i Catalogue of Life.